# Distretto di Sławno
Il distretto di Sławno (in polacco powiat sławieński) è un distretto polacco appartenente al voivodato della Pomerania Occidentale.

## Geografia antropica

### Suddivisioni amministrative
Il distretto comprende 6 comuni.
- Comuni urbani: Darłowo, Sławno
- Comuni rurali: Darłowo, Malechowo, Postomino, Sławno